# Глєбов Гліб Павлович
Гліб Павлович Глєбов (справжнє прізвище — Сорокін; біл. Глеб Паўлавіч Глебаў; 1899—1967) — радянський актор театру і кіно. Народний артист СРСР (1948).

## Біографія

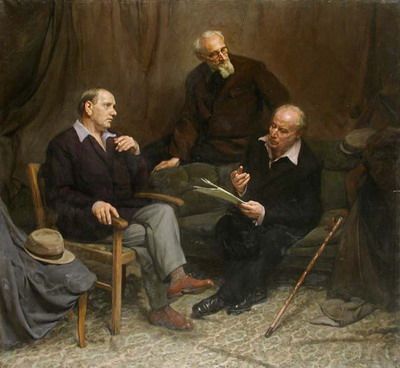
Художник Валентин Волков. Груповий портрет діячів білоруського театру Гліба Глєбова, Оскара Марикса, Володимира Владомирського (праворуч) 1959 рік.

Народився 29 квітня (11 травня) 1899 року у Вознесенську (нині Миколаївської області ) (за іншими джерелами — у Воскресенську, нині Московської області) в родині залізничного службовця.
У 1920 році закінчив Бендерівську чоловічу гімназію. У 1920—1921 роках навчався в Одеському політехнічному інституті.
У 1921—1923 роках — артист Одеського колективу російської драми (нині Одеський академічний російський драматичний театр), у 1924—1925 — Миколаївського театру російської драми (нині Миколаївський академічний художній російський драматичний театр), у 1925—1926 — Вознесенського російського драматичного театру.
З 1926 року — актор 1-го Білоруського драматичного театру (нині Національний академічний театр імені Янки Купали (у 1941—1947 рр. — художній керівник). Творчість актора характеризувалося глибокою психологічною глибиною, природністю, тонким гумором.
В 1943 році очолював фронтову бригаду театру.
Працював на радіо.
Депутат Верховної Ради СРСР 6-го скликання (1962—1966).
Гліб Глєбов помер 3 березня 1967 року в Мінську. Похований на Східному кладовищі.

## Нагороди та звання
- Народний артист Білоруської РСР (1940)
- Народний артист СРСР (1948)
- Сталінська премія другого ступеня (1941) — за великі досягнення в галузі театрально-драматичного мистецтва
- Сталінська премія другого ступеня (1948) — за виконання ролі Кроплі у виставі «Костянтин Заслонов» А. Мовзона
- Два ордени Леніна (1940, 1955)
- Два ордена Трудового Червоного Прапора (1944, 1948)
- Медаль «За доблесну працю у Великій Вітчизняній війні 1941-1945 рр .. » (1945).

## Театральні роботи
- 1932 — «Батьковщина» Кузьми Чорного — Неміра
- 1937 — «Скупий» Мольєра — Гарпагон
- 1938 — «Партизани» Кіндрата Кропиви — Халімон
- 1939 — «Загибель вовка» Едуарда Самуйленка — Харкевич
- 1939 — «Хто сміється останнім» К. Кропиви — Туляга
- 1944 — «Павлинка» Янки Купали — Пустаревич
- 1947 — «Костянтин Заслонів» А. Мовзона — Кропля
- 1950 — «Калиновий гай» Олександра Корнійчука — Романюк
- 1954 — «Вибачте, будь ласка» Андрія Макайонка — Горошок
- 1959 — «Щоб люди не журились» А. Макайонка — Самосєєв
- «День чудових обманів» Річарда Шерідана — Мендоза

## Фільмографія
- 1949 — Костянтин Заслонов —  Антон Петрович Кропля
- 1952 — Павлинка (телеспектакль) —  Пустаревич
- 1953 — Співають жайворонки —  Симон Верас
- 1954 — Хто сміється останнім? —  Микита Семенович Туляга
- 1955 — Зелені вогні —  Калина
- 1955 — Нестерка —  антиквар
- 1955 — Посіяли дівчата льон —  агроном
- 1956 — Миколка-паровоз —  міський голова
- 1957 — Наші сусіди —  Іван Кіндратович Шпаковський
- 1957 — Поліська легенда —  пан Антоній
- 1959 — Люди на мосту —  Петро Савелійович Поромов
- 1959 — Як посварилися Іван Іванович з Іваном Никифоровичем —  суддя Дем'ян Дем'янович
- 1959 — Сувора жінка —  Спиридон Жилинка
- 1960 — Хліб і троянди —  Ферапонт Тіунов
- 1960 — Перші випробування —  дяк Бутяновський
- 1962 — Вулиця молодшого сина —  підпільник
- 1963 — Не плач, Оленко (короткометражний)
- 1964 — Москва — Генуя —  непман
- 1964 — Самотність —  Фрол Баєв
- 1966 — Східний коридор —  підпільник Зязюля
- 1967 — Запам'ятаємо цей день —  бородатий селянин